# Кастера-Бузе
Кастера-Бузе (фр. Castéra-Bouzet) — коммуна во Франции, в регионе Окситания, в департаменте Тарн и Гаронна.
По данным на 1990 год в коммуне проживало 153 человека, а плотность населения составляла 9 человек/км². Среди 3200 коммун региона Юг-Пиренеи Кастера-Бузе находилась на 910 месте по количеству населения и на 674 по площади.